# Tortol Lumanza
Jonathan Tortol Lumanza Lembi dit Tortol Lumanza, est un footballeur belge, né le 13 avril 1994 à Anvers en Belgique. Il évolue au poste de milieu de terrain à Stabæk.

## Carrière
Après trois saisons passées à l'Académie Robert Louis-Dreyfus, Tortol Lumanza est prêté lors de la saison 2013-2014 au STVV pour y acquérir du temps de jeu et de l’expérience.
Au début de la saison 2014-2015, après deux titularisations consécutive en championnat, il est titularisé en Ligue des champions le 5 août 2014, lors de la victoire 1-2 au match retour du troisième tour de qualification en déplacement en Grèce au Panathinaïkos,.

## Statistiques
| Saison                | Club                  | Championnat           | Championnat | Championnat | Coupe(s) nationale(s) | Coupe(s) nationale(s) | Supercoupe | Supercoupe | Compétition(s) continentale(s) | Compétition(s) continentale(s) | Compétition(s) continentale(s) | Total | Total |
| Saison                | Club                  | Division              | M.          | B.          | M.                    | B.                    | M.         | B.         | Comp.                          | M.                             | B.                             | M.    | B.    |
| 2013-2014             | Saint-Trond VV (prêt) | Belgacom League       | 24          | 3           | 6                     | 0                     | -          | -          | -                              | -                              | -                              | 30    | 3     |
| Sous-total            | Sous-total            | Sous-total            | 24          | 3           | 6                     | 0                     | -          | -          | -                              | -                              | -                              | 30    | 3     |
| 2014-2015             | Standard de Liège     | Jupiler Pro League    | 5           | 0           | -                     | -                     | -          | -          | C1+C3                          | 2+0                            | 0+0                            | 7     | 0     |
| Sous-total            | Sous-total            | Sous-total            | 5           | 0           | 0                     | 0                     | -          | -          | -                              | 2                              | 0                              | 7     | 0     |
| Total sur la carrière | Total sur la carrière | Total sur la carrière | 29          | 3           | 6                     | 0                     | -          | -          | -                              | 2                              | 0                              | 37    | 3     |